# Bund für Deutsche Gotterkenntnis
 (octobre 2019).
Si vous disposez d'ouvrages ou d'articles de référence ou si vous connaissez des sites web de qualité traitant du thème abordé ici, merci de compléter l'article en donnant les références utiles à sa vérifiabilité et en les liant à la section « Notes et références ».
La Bund für Deutsche Gotterkenntnis est un mouvement religieux fondé durant la République de Weimar par le général Erich Ludendorff et sa femme Mathilde.
Lié aux associations völkisch, fondé en 1925 et Deutschvolk, fondé en 1929, la vision du monde de Gotterkenntnis a été formulée par Matilde von Chemnitz, épouse de Ludendorff depuis 1926, dans ses livres Triumph des Unsterblichkeitwillens (1922) et Deutscher Gottglaube (1927). La vision du monde ludendorffienne était panthéiste et anthropocentrique (« L'univers est l'essence spirituelle divine de tous les phénomènes, qui se manifeste à eux comme une volonté, mais qui est encore consciemment vécue dans l'homme »), et en même temps nationaliste (« Chaque nation fait l'expérience de Dieu à sa manière ») et à forte tendance raciste. Le mouvement de Ludendorff est dirigé contre le judaïsme et les juifs et contre la franc-maçonnerie et le christianisme, et était en désaccord avec le NSDAP, qu'il considérait comme trop chrétien mais dont il a été assez proche à ses débuts (Erich von Ludendorff a participé au putsch de la brasserie avec Hitler). 
En 1933, les organisations ludendorffiennes furent interdites, mais en 1937, les autorités du Troisième Reich donnèrent leur accord à la création de l'association Gotterkenntnis Ludendorff. 